# Agepsta
Agepsta (abchazsky Аҕьаҧсҭа, gruzínsky აგეფსთა, rusky Агепста) je hora v Gagerském hřbetu na Kavkaze, vysoká 3357 m. Prochází jí státní hranice mezi Ruskem a Gruzií (resp. separatistickou republikou Abcházie). 
Převládajícími horninami jsou tufy a porfyry. Na úpatí se nachází jezero Rica, jehož okolí bylo vyhlášeno přírodní rezervací. Svahy hory do nadmořské výšky okolo 1800 m jsou porostlé lesem, v němž převládá jedle kavkazská a buk východní. Výše les přechází do alpinské tundry. V nejvyšších partiích hory se nacházejí ledovce, největší z nich má rozlohu 1,5 km². Potoky pramenící na řece patří do povodí Mzymty. Z vrcholu se nabízí výhled na středisko zimních sportů Krasnaja Poljana.
Vrchol byl poprvé zdolán v roce 1935.